# Hokora

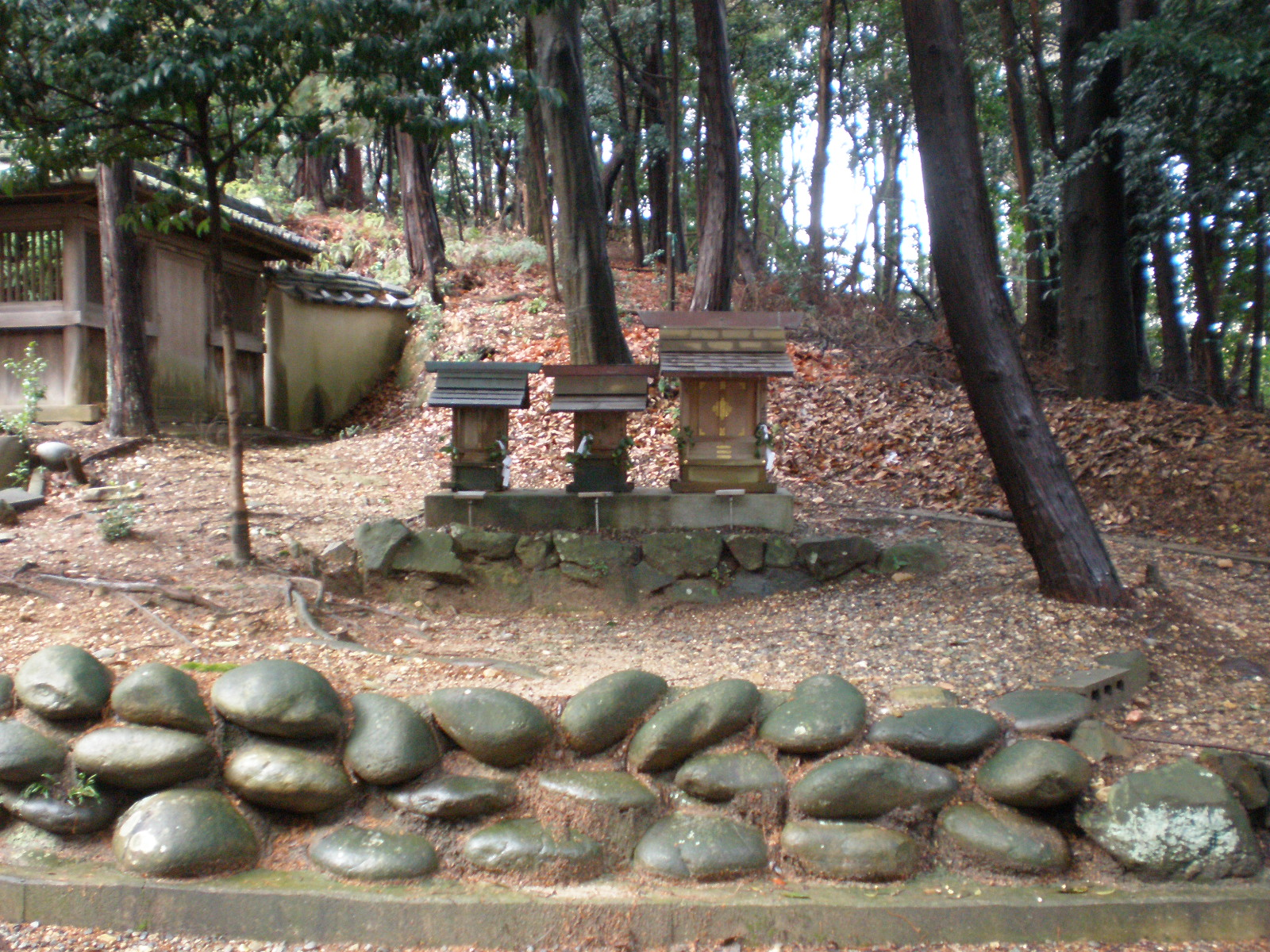
Tre hokora in una strada di campagna

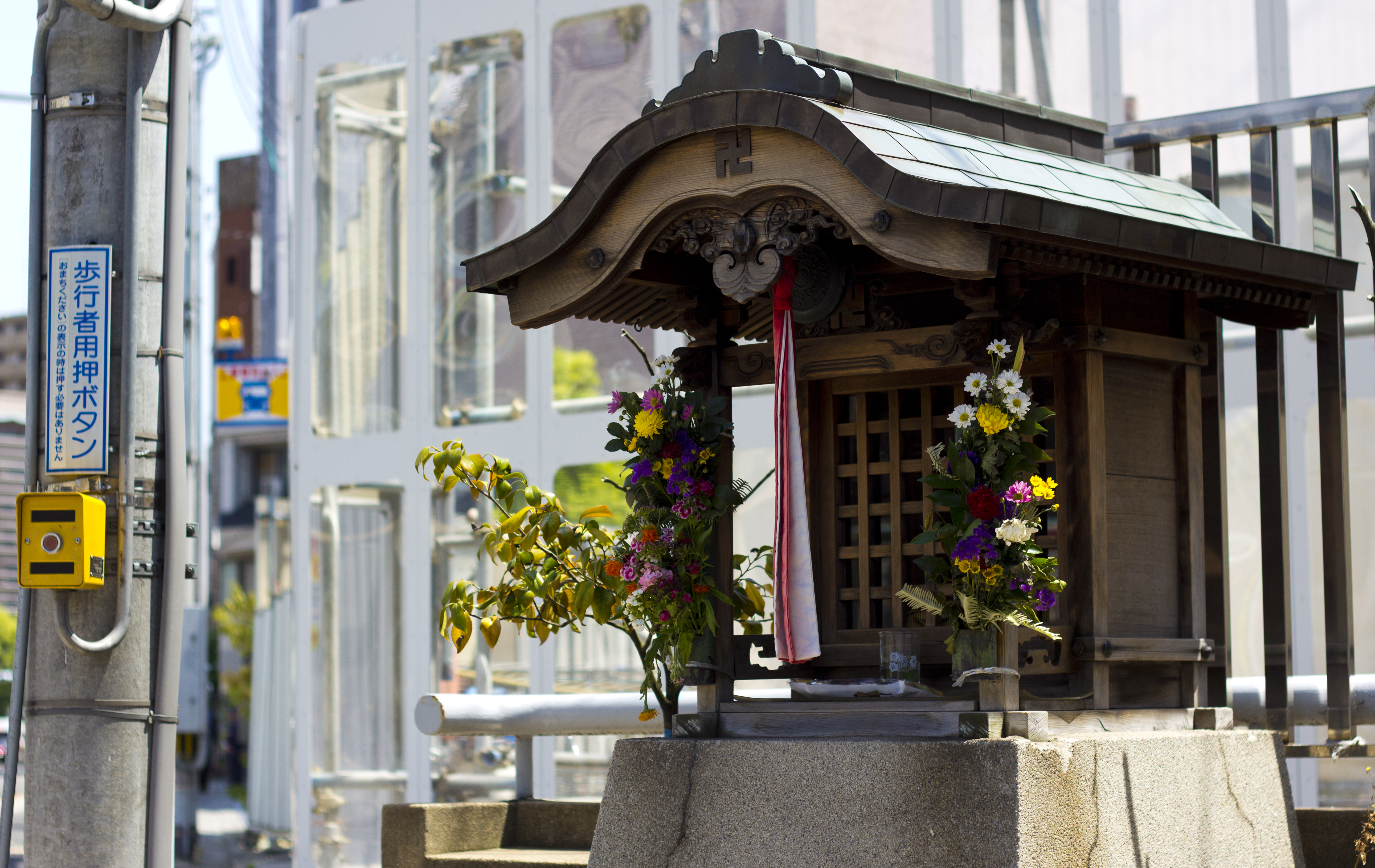
Un piccolo hokora a Kyoto. Sebbene gli hokora siano generalmente classificati come scintoisti, sono spesso decorati con una svastica che in Giappone è un simbolo associato al buddismo. Specialmente a Kyoto, molti hokora sono in realtà dedicati a Kannon, un bodhisattva, piuttosto che alle divinità scintoiste.

Un hokora o hokura (祠 o 神庫?) è un santuario shintoista in miniatura o che si trova nel recinto di un santuario più grande e dedicato al kami popolare, o sul lato della strada, che custodisce un kami non sotto la giurisdizione di un grande santuario. I Dōsojin, dei kami minori che proteggono i viaggiatori dagli spiriti maligni possono, ad esempio, essere custoditi in un hokora.
Il termine hokora, ritenuta una delle prime parole giapponesi per il santuario shintoista, si è evoluto da hokura (神庫?), letteralmente significa "deposito kami", un fatto che sembra indicare che i primi santuari fossero capanne costruite per ospitare alcuni yorishiro.